# Mlekominci
Mlekominci (Servisch cyrillisch Млекоминци) is een plaats in de Servische gemeente Bosilegrad. De plaats telt 124 inwoners (2002).